# 利奥波德·特雷伯
利奥波德·特雷伯（英語：Leopold Trepper，1904年2月23日—1982年1月19日）是苏联二战时期间谍组织红色乐队的领导者。

## 早年
利奥波德·特雷伯出生在波兰新塔爾格（当时为奥匈帝国的一部分）一个犹太人家庭，童年时全家搬到维也纳。苏联发生十月革命后，他加入了共产党，1923年因为在克拉科夫组织罢工被判入狱8个月。
1924年特雷伯从波兰移居巴勒斯坦，成为犹太复国组织的一员，并在那里加入了巴勒斯坦共产党，1929年他被驱逐到法国，1932年又被从法国驱逐前往苏联。

## 二战时期
1938年，苏联情报组织将特雷伯派往纳粹占领区组织和领导情报工作，情报网的总部设在比利时。纳粹情报组织称其为红色乐队。德国进攻苏联之前，特雷伯的情报网将巴巴罗萨计划发回苏联，也因此导致情报网暴露和被破坏，特雷伯随后前往法国重建情报网。1942年11月24日，特雷伯在看牙医时被盖世太保逮捕，盖世太保企图策反特雷伯，特雷伯利用这个机会在1943年逃脱，随后转入地下。

## 战后
盟军解放巴黎后，特雷伯返回苏联，被关押在卢比扬卡监狱，原因不明。1955年，内务人民委员部审问后将其释放。出狱后，特雷伯和妻子及三个儿子返回了波兰，并成为一个文化协会的负责人。
在波兰，犹太人的日子并不好过。六日战争后，特雷伯试图移民以色列，但被波兰当局拒绝，在一些国际组织的声援下，最终波兰政府同意特雷伯离开。1974年，特雷伯前往耶路撒冷定居，1975年出版了自传The Great Game。1982年在耶路撒冷去世，时任以色列国防部长的沙龙参加了特雷伯的葬礼。